# Commander’s Coin

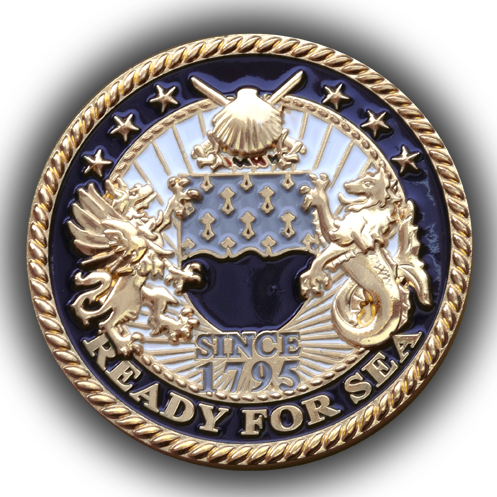
Medaille des U.S. Navy Supply Corps

Die Commander’s Coin oder auch Challenge Coin sind Medaillen, die in einigen Staaten von Kommandeuren der Streitkräfte an die ihnen unterstellten Soldaten, Unteroffiziere und Offiziere primär als Erinnerungsstück und zur Stärkung des Zusammengehörigkeitsgefühls verliehen werden. Im Gegensatz zu anderen Medaillen (wie z. B. Purple Heart oder Distinguished Service Cross) existieren keine Kriterien zur Verleihung; der Empfänger der Medaille muss somit keine herausragenden Dienste geleistet haben. Einheiteninterne Coins werden zumeist limitiert und nur an Mitglieder der jeweiligen Einheit vergeben. Eine Liste der Mitglieder sowie die ihnen zugeordneten Seriennummern verbleiben in der ausgebenden Einheit. Ehrengäste erhalten die Commander’s Coin oft als Andenken.
Diese Medaillen haben auch den Weg in zivile Organisationen gefunden, wie zum Beispiel die Polizei und die Feuerwehr. Auch andere Verbände, wie zum Beispiel die amerikanische Harley Owners Group, haben solche Medaillen eingeführt. Das unter Donald Trump revidierte Design der Mitarbeiter-Medaille des Weißen Hauses hat für Aufsehen gesorgt.
Der Name „challenge coin“ (wörtlich: Herausforderungs-Münze) entstammt dem Brauch, dass ehemalige Dienstangehörige ihre Medaille im Portemonnaie oder an einer Halskette stets bei sich tragen. Zeigt der Herausforderer seine Medaille, müssen diejenigen Personen, welche keine vorweisen können, den Trägern der Medaille eine Runde Getränke bezahlen.